# My Gabber
A "My Gabber" a német Scooter együttes és a holland Jebroer 2017-ben megjelent közös kislemeze a Scooter "Forever" című albumáról. A dal egy teljes értékű feldolgozás, Jebroer "Me Gabber" című számát írták újra az alapoktól, a holland nyelvű szöveg helyett azonban teljes egészében angolt használva. Ez az utolsó Scooter-kislemez, amely még megjelent CD-formátumban.

## Története
A legtöbb Scooter-album megjelenésével egyidejűleg kijön egy kislemez is, a 2017. augusztus 17-én, két héttel az albummegjelenés előtt kijött hivatalos minimixben pedig szerepelt egy kakukktojás: a negyedik szám, mely az "ID" címet viselte egy semmitmondó, alig pár másodperces részlet erejéig került csak be. Az "ID" megjelölést akkor szokták használni, ha egy új kiadványt szeretnének titokban tartani, így egyértelművé vált, hogy ebből lehet az új kislemez. Augusztus 28-án késő délután bizonyosodott be, hogy ez egy szándékos félrevezetés volt a Scooter részéről, nehogy előre leleplezzék azt. Ekkor került fel ugyanis a japán iTunes-ra, ahol az időeltolódás miatt már kapható volt. Az ID címet nem sokkal ezután "My Gabber"-re cserélték, és megvásárolhatóvá vált. Jellegzetes sárga borítóján két kutya látható, melyek közül az egyik ugat, a másik csendben van.
Maga a dal egyáltalán nem új, sőt gyakorlatilag egy az egyben történő átvétele Jebroer 2016-ban kiadott "Me Gabber" című számának. Mindössze minimális változtatásokat eszközöltek rajta, továbbá lefordították az eredetileg holland nyelvű refrént. Ehhez hasonló teljes átvételt a Scooter már nagyon régen csinált, az első éveikben volt jellemző, amikor korábbi The Loop!-remixekből lettek albumtrackek, illetve éppen az első számuk, a "Vallée De Larmes" volt hasonlóan teljes átvétel-átírás.

## Számok listája
1. My Gabber (2:54)
2. My Gabber (Extended Mix) (4:37)

## Közreműködtek
- Tim Kimman (Jebroer), Eelco Van Proosdij, David van Akkeren (eredeti szerzők)
- H.P. Baxxter (szöveg)
- Phil Speiser, Michael Simon (zene)
- Jens Thele (producer)
- Martin Weiland (borító)

## Más változatok
A dal eredetije Jebroer "Me Gabber" című 2016-os száma.
Koncertváltozata hallható a 2020-as "I Want You To Stream" című kiadványon.

## Videóklip
A videóklip sok szempontból hasonlít a Jebroer-féle verzióra. Japánban játszódik, a klip elején ki is írják a közreműködők és a klip címét japánul. Két barátot követ végig a videóklip, akik szeretik a száguldást és a gyors autókat, de a videó végén tragédia éri őket, és belerohannak oldalról egy vonatba. Ez a Scooter első 4K felbontásban készült klipje. Érdekesség, hogy a második barát a videó elején a "How Much Is The Fish?" klipjét nézi laptopon.